# Johannes Aurelius
Johannes Aurelius, född (döpt 4 september) 1732 i Istorp, död 20 december 1802, var en svensk präst, son till kyrkoherden, senare kontraktsprosten Johan Aurelius.

## Utbildning och yrkesliv
Aurelius blev student vid Uppsala universitet 1751 och studerade senare vid Greifswalds universitet, där han blev filosofie magister 1756. Han prästvigdes 1762, var pastorsadjunkt i Grimetons socken, var extraordinarie predikant vid artilleriregementet 1770 och blev samma år kyrkoherde i Getinge socken. 
Aurelius blev prost 1781, vice kontraktsprost 1784, var riksdagsman i prästeståndet 1786 och blev kontraktsprost 1787. År 1793 var han ledamot av ecklesiastikkommittén, blev 1794 bankorevisor och teologie doktor 1800.

## Aurelius som riksdagsman
Inför riksdagen 1786 lade han fram ett memorial, som även trycktes, där han framförde tre punkter: dels ansåg han att lärosätena bättre borde censurera vilka avhandlingar man lät trycka, dels framförde han kritik mot den då florerande pastoratshandeln, och slutligen ansåg han att det pågående bibelöversättningsarbetet närmare borde knyta an till de äldre översättningarna.

## Ledamotskap
- 1796 - Pro Fide et Christianismo